# Pedroso (La Rioja)
Pedroso es un municipio de la Rioja Alta, ubicado en la comarca del Alto Najerilla, en la comunidad autónoma de La Rioja (España). Situado en la cuenca del río Najerilla, con una población de 83 habitantes y una superficie de 19,29 km2.

## Naturaleza
- Roble de Pedroso
- Sierra de Moncalvillo

## Historia

### Edad Media
En 1786, un presbítero, nacido en Pedroso y de nombre D. Juan Matías de Herce Anguiano, escribe una historia de la Villa de Pedroso, titulada "Noticia y Compendio Histórico de la muy ilustre villa de Pedroso". En ella podemos leer lo siguiente:

Cuando el patriarca Túbal, nieto de Noé, vino con sus gentes a poblar España en el año 2.800 de la creación del mundo, llegó a las tierras de Cataluña, entróse por el Ebro arriba y llegó a un sitio media legua de Logroño, donde saltaron a tierra con ánimo de poblar en lo montañoso; en cuyo sitio fundaron una población que nominaron Barea y a un río que despeñándose de aquella montaña, hoy Cameros, entra en aquel sitio en el Ebro, llamaron Bero, a cuyo río dieron los romanos el nombre de Irigua... Por este río arriba y en sus montañas por uno y otro lado, poblaron Túbal y sus gentes y de aquí se puede deducir, sin violencia, la fundación de esta antiquísima villa... Aunque hoy niegan los eruditos la venida de Túbal a España y por consiguiente las poblaciones que se le atribuyen... el Doctor Texada, en la vida de Santo Domingo de la Calzada, asienta lo contrario para fundar el origen de Pedroso y ha deducido que Túbal fue su fundador y de toda su serranía... por lo que resulta que la población de Pedroso, en defecto de Túbal, asciende a 1.215 años.

Esto es leyenda sin ningún fundamento histórico. Sólo sabemos que Pedroso ya existía como pueblo antes del año 1.000. El primer documento donde aparece el nombre de Pedroso es de mediados del siglo XI.
Es posible que pudiera haber algún núcleo de población anterior al siglo X ya que se encuentra muy cerca del río Najerilla, en cuyos términos cercanos a Pedroso se asentaron poblaciones celtibéricas y más adelante romanas y árabes. Los pobladores del Pedroso medieval serían gentes que habían vivido dispersas y huidas por las montañas después de la conquista de la Rioja por los árabes. Con la posterior reconquista del valle del Najerilla por los reyes navarros, comienza la repoblación de estas zonas vacías. Vienen gentes que vuelven a organizar su vida, a roturar tierras, a buscar pastos para los ganados y a construir viviendas estables.
Sobre el nombre de Pedroso otra leyenda nos cuenta el presbítero Juan Matías de Herce:

Es común tradición que un valeroso e invicto cántabro se retiró con su familia a este fragoso territorio donde se dio al cultivo de alguna tierra para su manutención y dicen que fue por el año 574, y como un oso a sus sembrados hiciese grave daño, salió a perseguirle muy esforzado y con tal denuedo que logró su intento, matándole y como el cántabro se llamase Pedro, empezaron en los pueblos comarcanos a llamarle Pedro el del oso y de ahí se llamó Pedroso.

En los documentos más antiguos aparece siempre el nombre de Petroso o Petrosa, término latino que significa pedregoso o peñascoso, pues recoge las características del terreno. Seguramente los antepasados, cuando llegaron a este lugar y vieron las peñas que sobresalían y las piedras que abundan por todo su término, no encontraron mejor nombre para bautizarlo. Los primeros documentos de la historia de Pedroso, hacen referencia a la fundación del monasterio de Santa María la Real de Nájera. En ellos, la reina Estefanía, mujer del rey D. García, el de Nájera, dona a este monasterio diversas viñas y tierras, entre ellas algunas "en castiello de Petroso" y otras "in campo de Petrosa". La reina Estefanía debió de tener bastante apego por Pedroso ya que cuando el rey, su marido, estaba en la guerra y posteriormente a su muerte, residió largas temporadas en una casona junto al río del pueblo.
En todos los documentos de los siglos XI y XII aparece con el nombre de Petroso. Es a partir del siglo XIII cuando ya recibe el nombre actual de Pedroso. Pedroso puede considerarse desde su aparición en la Edad Media como una villa realenga, que perteneció a los reyes de Navarra asentados en Nájera y posteriormente a los de Castilla. Era gobernada por su representante o tenente que vivía en el castillo de Tobía.
Sin embargo la gran vitalidad de los monasterios riojanos y su protección real hace que muchos pueblos pasen a pertenecer a ellos. Y Pedroso pasó a depender del Monasterio de San María la Real de Nájera merced a una donación que de él hizo el rey Alfonso VIII de Castilla según un documento fechado en Cubillas en enero de 1169:

Yo Alfonso, rey por la gracia de Dios, dono y concedo a Santa María de Nájera y a ti Raimundo, prior de dicha iglesia y a todos tus sucesores... la villa que se llama Petroso, que está situada entre las villas, por una parte, la que se dice Anguiano, por otra parte Villanueva y por la otra Ledesma... con todos sus términos, tierras, montes, valles, con los terrenos cultivados y no cultivados, con los ingresos y deudas y con todas sus pertenencias que heredarán a perpetuidad. Si alguien está inclinado a enajenar esta donación mía tenga la maldición de Dios y la excomunión y como Judas traidor sea condenado al infierno y pague además al representante real 1.000 libras de oro purísimo, y esta donación mía pase firme e inquebrantable a aquel monasterio en perpetuidad...

Es en esta época medieval cuando Pedroso va conformando sus términos. El primer documento donde se describe perfectamente los términos de Pedroso está otorgado en Nájera por el rey Alfonso VIII en el año 1170. En este documento da y confirma los términos de la villa de Pedroso a favor del monasterio de Santa María de Nájera y al concejo de Pedroso:

Yo Alfonso rey por la gracia de Dios... doy y concedo a Dios y al monasterio de Santa María de Nájera y a vos Umberto, prior del mismo... y a vuestros sucesores y a todo el concejo de Petroso en el presente y en el futuro ... todos los términos que la dicha villa tenía desde antiguo y los que ahora determino, o sea, desde el río de Ledesma tal como se sube el camino de Nájera... ...y por el valle abajo hasta el río de Ledesma... Y mando que nadie, excepto los de Pedroso, ose obtener beneficio alguno trabajando o del monte.. y si alguien infringe mi mandato pagará una multa de 1.000 maravedís... y retendrá una mitad para uso del rey y dará la otra al monasterio...

Pero pronto empezaron los conflictos con los vecinos, sobre todo con los de Anguiano, por causa de los términos y el comunero. Los dos pueblos debieron tener problemas por la delimitación de los respectivos términos. Parece ser que para el año 1202 ya estaba formado el término comunero. Un documento fechado ese año en Burgos y dado otra vez por Alfonso VIII dice lo siguiente:

Por el este escrito para que lo sepan los presentes y los venideros... yo Alfonso, rey de Castilla y de Toledo por la gracia de Dios... firmo y al mismo tiempo confirmo a vosotros, concejo de Pedroso, para el presente y el futuro aquellos términos por los lugares comunes que por una lucha que hubo y ganó un hijo de esta villa al representante de Anguiano, Matute, Villanueva y Tobía...

Desconocemos en qué consistió exactamente dicha pelea o luchada. Sin embargo se dice que cuando se hacía el amojonamiento, muchachos de ambas villas "se peleaban" en los distintos mojones para recordar en dónde se colocaban. Este hecho está confirmado en varios documentos de la Edad Moderna.
La posesión del pueblo, a pesar de los documentos y de su confirmación por los reyes castellanos, planteará al monasterio najerense diversos conflictos en el último tercio del siglo XIV: varios señores feudales lo ocupan por la fuerza. Incluso el monasterio de Valvanera compra ilegalmente medio pueblo.
El monasterio intenta recobrar la posesión de Pedroso, que ya le suponía buenas rentas, sobre todo en épocas de escasez como esta. Terminan estos conflictos cuando gana el pleito que le enfrentaba a Valvanera en 1394. Con ello el monasterio najerense recobra y completa nuevamente su propiedad sobre la villa de Pedroso.

### Edad Moderna
En la Edad Moderna, el concejo de Pedroso, debido a la importancia que va adquiriendo la villa, quiere independizarse del Monasterio de Santa María de Nájera. Para ello interpone un pleito en la Real Chancillería de Valladolid. Y llegan a un acuerdo mediante el cual Pedroso seguirá perteneciendo al monasterio pero se compromete a pagar anualmente al mismo 9 ducados de moneda de vellón y un banquete al abad del monasterio. Igualmente se compromete a que el merino que nombre la villa baje al monasterio a jurar su cargo. Por su parte el monasterio cede el resto de los derechos que poseía en la villa.
En 1699 el monasterio traspasa y cede todos sus derechos a cambio de 3.000 ducados de vellón, por una sola vez que debe pagar la villa de Pedroso. Este acuerdo es ratificado por las dos partes el año 1700. Pedroso pasa a ser definitivamente villa de dominio realengo.
No cabe duda de que Pedroso en el pasado fue un pueblo importante y codiciado, como lo señalan los hechos de que el monasterio najerense no quisiera desprenderse de él, la cantidad de buenos edificios civiles y eclesiásticos que se construyeron durante la Edad Moderna, los innumerables hijos célebres que dio el pueblo y el número de habitantes que alcanzó en esta época, unos 1350.
Esta importancia la fue adquiriendo a medida que supo transformar la lana que obtenía de sus ovejas y de las de los pueblos vecinos. Así la actividad económica más importante del pueblo desde finales de la Edad Media fue el hilado y tejido de paños, bayetas y tela de lana basta (todo el proceso se realizaba en Pedroso: lavado de lanas, cardado, hilado, tintado, bataneo, tundido y perchado) y que exportaba a su comarca e incluso abastecía a las tropas reales como lo demuestran varios documentos. Así uno fechado en 1711 da cuenta de un contrato en que los vecinos de Pedroso se comprometen a abastecer a las tropas de su majestad con 18.000 varas de paño blanco y azul turquesa, llevarlas y depositarlas en los almacenes reales al precio que se estipule.
Desde finales de la edad Moderna y los inicios de la Contemporánea, su población fue creciendo hasta alcanzar su máximo durante el siglo XVIII, que según el catastro del Marqués de la Ensenada (1751) contaría con unos 1350 habitantes. Las otras actividades económicas serían la agricultura, la ganadería, la arriería y el comercio.

### Edad Contemporánea
Con la llegada de la Edad Contemporánea, desde principios del siglo XIX, su población fue disminuyendo a la par que lo hace el hilado de paños, aunque aún a mediados de ese siglo podemos encontrar unos 1150 habitantes.
Es a partir de mediados del XIX cuando su industria textil desaparece por completo teniéndose que buscar otras actividades, aparte de las tradicionales de la agricultura y la ganadería, como las derivadas del monte: carboneros y cisqueros, de la madera: fabricación de bastones, camas, sillas, mesas y lavabos de madera y la chacinería (son famosos sus salazones y embutidos del ganado de cerda engordado con bellota en esta época). La desaparición de estas actividades a mediados del presente siglo y el reclamo de la ciudad han dado lugar al pueblo que hoy conocemos.

## Geografía humana

### Demografía
Cuenta con una población de 90 habitantes (INE 2024).
| Gráfica de evolución demográfica de Pedroso entre 1842 y 2021                                                         |
| |
| Población de derecho según los censos de población del INE. Población de hecho según los censos de población del INE. |

## Administración
| Periodo   | Nombre                                      | Partido              |
| --------- | ------------------------------------------- | -------------------- |
| 1979-1983 | Alberto Viniegra Blasco/ Ángel Novoa Alonso | UCD/Comisión Gestora |
| 1983-1987 | Félix L. Novoa Ramos                        | PSOE                 |
| 1987-1991 | Ramón Viniegra Martínez                     | AP                   |
| 1991-1995 | Rufino Fraisoli Viniegra                    | PSOE                 |
| 1995-1999 | Manuel Novoa Alonso                         | PSOE                 |
| 1999-2003 | Elena Prior Ezquerro                        | PP                   |
| 2003-2007 | Elena Prior Ezquerro                        | PP                   |
| 2007-2011 | Elena Prior Ezquerro                        | PP                   |
| 2011-2015 | Elena Prior Ezquerro                        | PP                   |
| 2015-2019 | Eduardo Alonso Nájera                       | PSOE                 |
| 2019-2023 | Eduardo Alonso Nájera                       | PSOE                 |
| 2023-act. | Vega García Fraisolí                        | PP                   |

## Patrimonio

### Edificios y monumentos
Iglesia parroquial de El Salvador

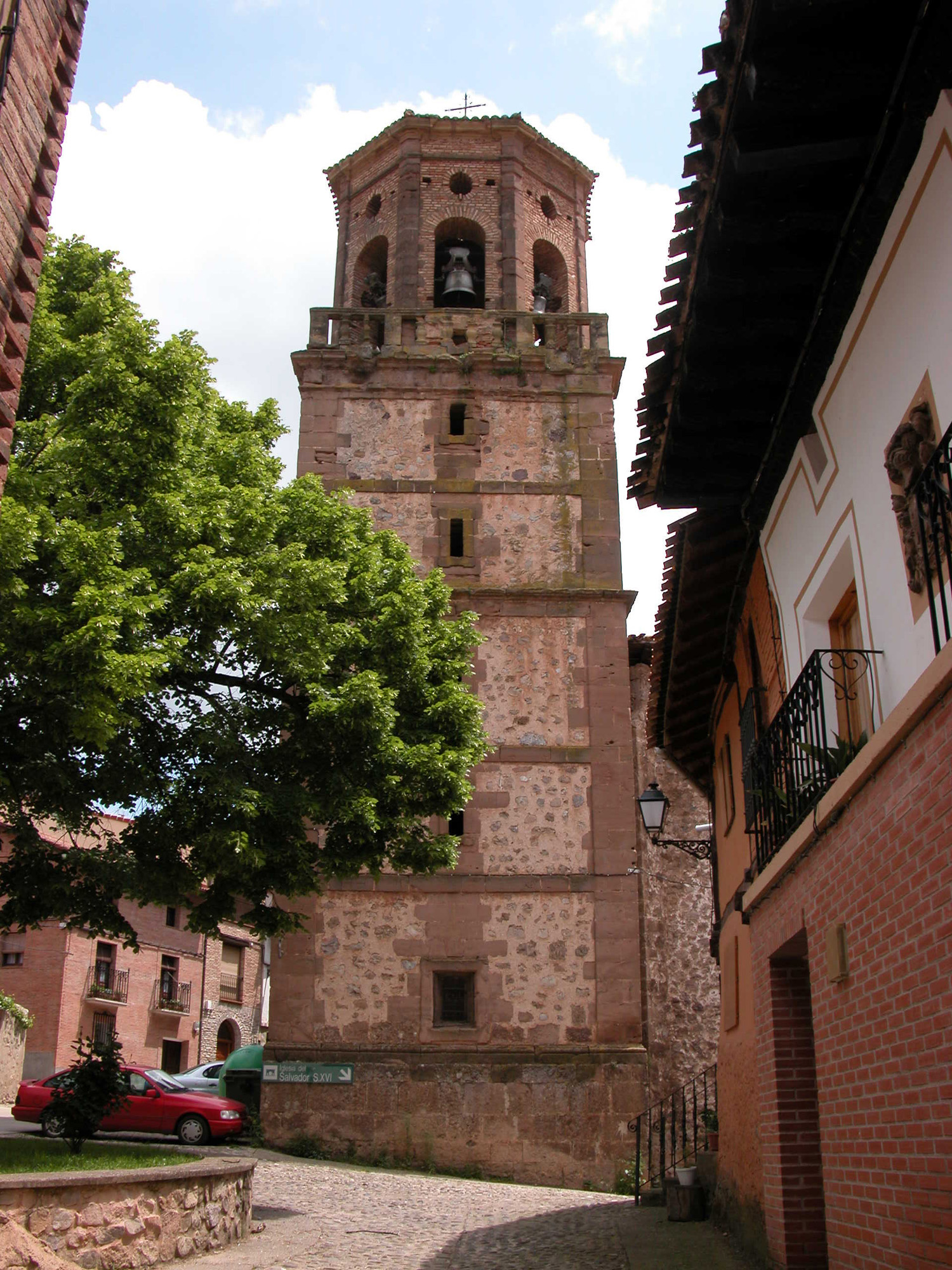
Iglesia de El Salvador

Fue declarada Bien de Interés Cultural en la categoría de Monumento el 15 de enero de 1982.
Comenzó a construirse en estilo gótico en 1498, aunque su estado actual data de 1650. Está situada en el centro de la villa siendo su edificio más importante. Intervinieron en su construcción varios arquitectos. García Martínez de Lequeitio inició su construcción en 1498 y a él se debe su portada gótica tardía y parte de las naves laterales. Juan Martínez de Mutio edificó entre 1515 y 1520 y entre 1544 y 1556 los restantes grandes elementos. También intervinieron Juan de Huequel haciendo la torre hacia 1572 y Pedro de Aguilera y Domingo de Urroz que llevaron a cabo la obra de la sacristía entre los años 1635 y 1650. 
Es una construcción con paredes de mampostería y elementos de sillería reforzado por contrafuertes. La planta es de forma cuadrangular formada por tres naves de cuatro tramos a igual altura. La nave central está rematada con una cabecera ochavada de tres paños y a los pies hay un tramo suplementario, en el que se sitúa el coro y sirve de base para la torre. El tejado está sostenido por pilares redondos con arcos apuntados que soportan crucerías en forma de estrella. La portada, que está orientada al sur y se encuentra en el penúltimo tramo, está rematada con tres arquivoltas apuntadas.
La torre original, que amenazaba ruina, tuvo que ser desmontada para hacer otra. Esta obra fue encargada en el año 1711 al calagurritano Sebastián de Portu, que con el auxilio de Juan de Aguirre y Juan de Morgata la desmontaron. Parece ser que Sebastián de Portu no cumplió con su cometido por lo cual le fue rescindido el contrato haciéndose uno nuevo en 1711 con Juan de Anguiozar, a quien ayudaron Juan de San Juan y Bautista de Olazábal, concluyéndola en 1718. La nueva torre tiene dos cuerpos de planta cuadrada en sillería y mampostería con un tercero superior en forma octogonal de sillería y ladrillo donde se encuentran las campanas.
En su interior destaca el retablo mayor, obra barroca del mediados del siglo XVII y los laterales de finales del mismo siglo. También encontramos diversas imágenes romanicistas, barrocas e hispano flamencas, varios cuadros, la capilla dedicada al caballero pedroseño D. Juan de Villarreal (que fue Gobernador General de México) de finales del S. XVII cerrada con una maravillosa rejería barroca. Cabe destacar, por último el coro de finales del XVII con 16 asientos y facistol, una imagen de la virgen romanicista y un gran órgano barroco de hacia mediados del XVIII.

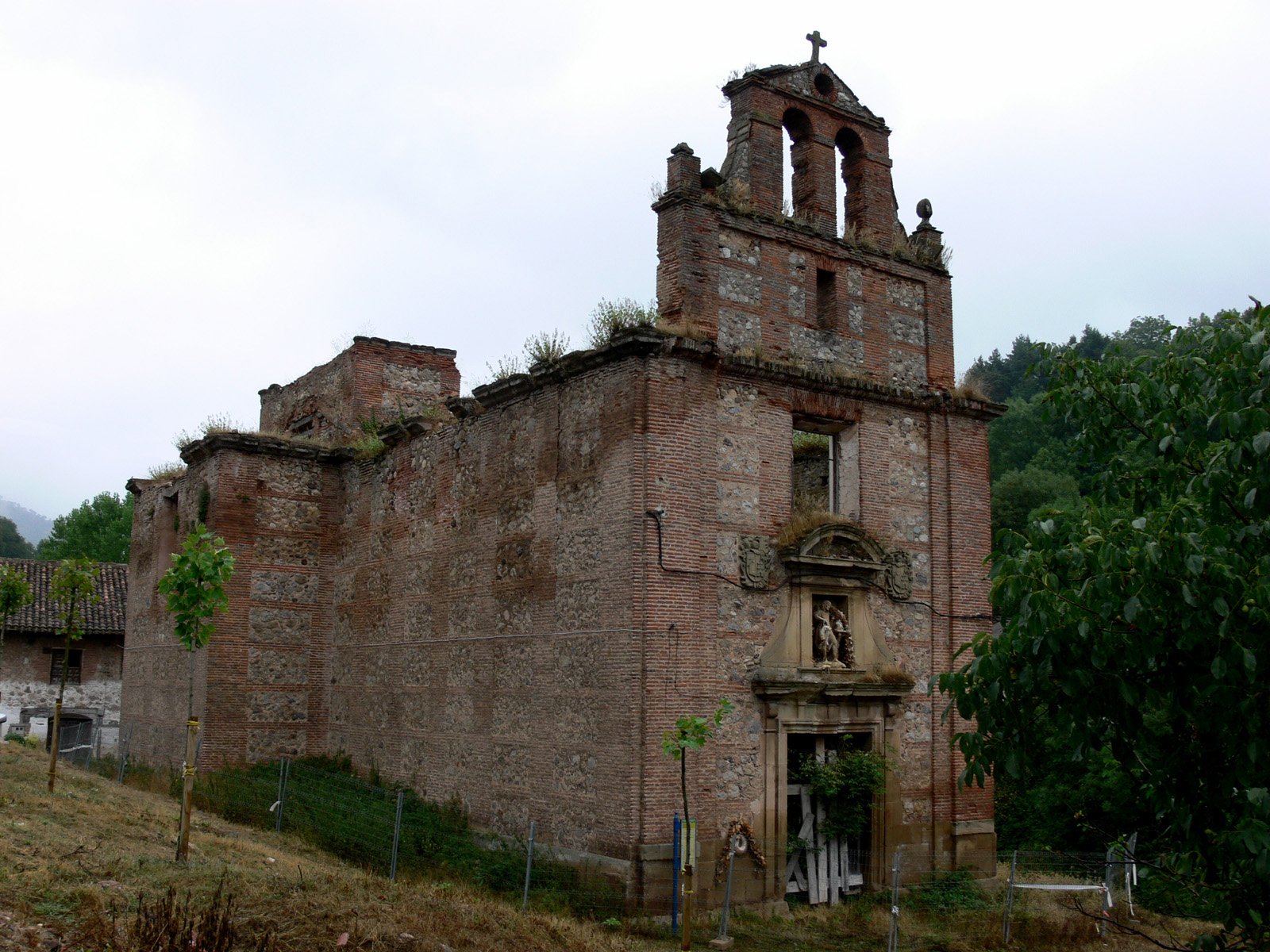
Iglesia de San Juan
Es un edificio clasicista del siglo XVII, que está en estado de ruina manteniéndose en pie los muros y los arranques de las bóvedas, se encuentra en el casco urbano, al lado del río, siendo su construcción de la primera mitad del siglo XVII. Es obra de Pedro de Aguilera (el mismo que construye la sacristía de la parroquial). La fachada, de fuerte sabor madrileño, la realizó Francisco de Guinea dirigido por Félix Domínguez. Está realizado con sillería en la fachada y en el zócalo y con mampostería encadenada con ladrillo en el resto. Su planta es de cruz latina de una sola nave con tres tramos, un crucero, una cabecera rectangular y cúpula sobre pechinas. En la cabecera hay una cripta, quizá para sacristía y enterramientos. Destaca en al fachada la imagen de San Juan y a ambos lados los escudos de su fundador, rematándose con una espadaña de dos huecos. Fue fundada por el caballero pedroseño Juan de Pedroso, que instituyó además varias capellanías para ayudar a los curas de la misma.

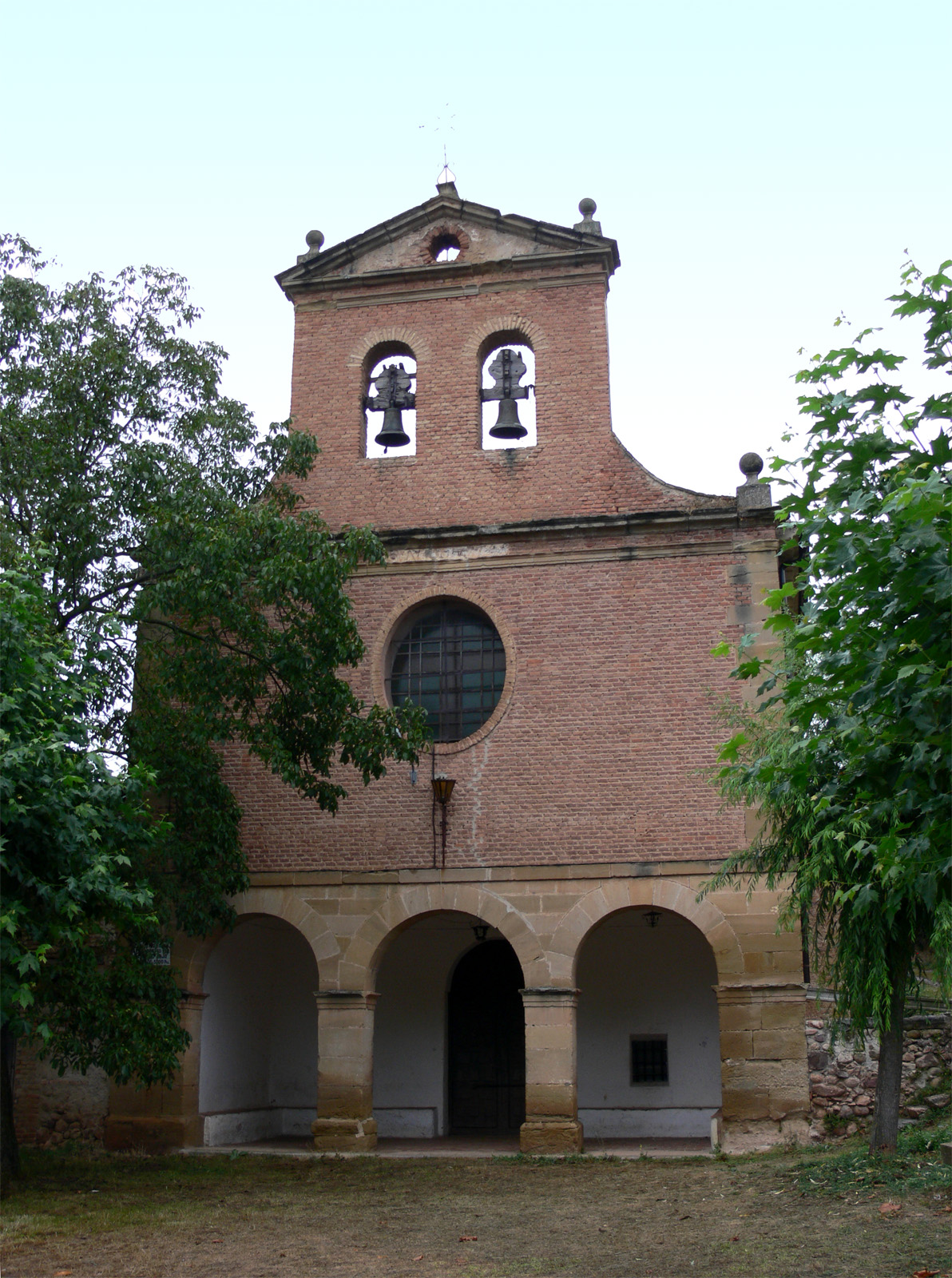
Ermita de Nuestra Señora del Patrocinio
Localizada dentro del casco urbano, fue construida en la segunda mitad del siglo XVII y reconstruida un siglo más tarde. Se trata de un edificio realizado en mampostería, ladrillo y sillería. Según cuenta el presbítero pedroseño D. Juan Matías Herce Anguiano en su "Compendio Histórico de la Villa de Pedroso" escrito en 1786, la ermita de Ntra. Sra. del Patrocinio debe su fundación a la piedad del venerable sacerdote, hijo de esta villa, licenciado D. Juan Domingo Herce, Comisario del Santo Oficio de la Inquisición y cura que fue durante 20 años de la parroquia de Pedroso, edificándola en el mismo sitio en que antes estuvo la ermita de santo Domingo de la Calzada.
Las obras de esta primera época pudieron comenzar en torno a 1670, quedándonos de ellas la extraordinaria cúpula de media naranja junto con los retablos, el baldaquino de la virgen, todos ellos de arte barroco, y la mayoría de las imágenes y cuadros.
Hacia 1750 se inicia la reestructuración definitiva de la ermita, gracias a la iniciativa de D. Juan Manuel de Baños, natural de Pedroso y vecino de Madrid.
El proyecto de remodelación se debe al maestro de obras madrileño D. Félix Domínguez y al aparejador D. Agustín Paniagua que fue el encargado de terminarla, de ahí que la influencia madrileña se deje notar claramente en esta parte de la ermita.
Este proyecto no solamente planteó la construcción de la fachada sino también "alargar la ermita de siete a ocho varas, quitar la bóveda y texado, darle más altura no dejando en ella más que los dos pedazos de pared a los costados, quitando la pared del cerrado y ésta retirarla adentro para dejar la plazuela despejada rellenándola de tierra, igualando la casa de los señores capellanes con la ermita..."
Pero no fue hasta el año 1786 cuando se da el impulso definitivo gracias a la iniciativa del entonces alcalde, D. Salvador Hernández Anguiano, que ante la falta de dinero para seguir con las obras, decide remitir una carta a todos los hijos del pueblo residentes en distintos puntos de España y América al objeto de que contribuyeran a los cuantiosos gastos de la fachada que se trataba de fabricar en este edificio religioso.
Entre las donaciones destaca la del doctor D. Pedro Ignacio Ibarreta y Ribera (que era Chantre de la Iglesia Catedral de Guadalajara de Indias, Méjico) que había remitido 2.000 reales, que sirvieron además para agrandar la casa pegante para que cobijase las tres capellanías que atendían el culto de la ermita.
El importe de todo este conjunto de reformas, que dejó la ermita más o menos como la conocemos hoy en día, ascendió a la cantidad de 63.781 reales y 10 maravedís, interviniendo en ellas además de los ya citados algunos artífices regionales de reconocido prestigio como el arquitecto, najerino de adopción, Francisco de Gurrea que fue quien materializó la fachada. El mismo D. Juan Manuel de Baños regaló una campana para la espadaña que culmina la fachada.
El edificio, de claras influencias madrileñas, es de mampostería encadenada con ladrillo y sillería. La fachada, con tres arcos de ingreso al pórtico, está rematada con una espadaña de dos huecos. Su planta es rectangular de una sola nave de cinco tramos, con crucero y cabecera cuadrangular. En su interior destaca los dos retablos, el baldaquino que sirve de camerino a la virgen del Patrocinio, que es una escultura de una sola pieza, todos ellos barroco de finales del XVII. También encontramos varias imágenes y cuadros de esa época y su magnífica cúpula decorada con yeserías policromadas.
Una leyenda cuenta lo acaecido al tratar de labrar la imagen de la Virgen del Patrocinio. Esto ocurría a finales del siglo XVII. El presbítero Juan Matías de Herce cuenta:

Cuando se intentó la obra de esta maravillosa imagen sucedieron tres cosas singulares. La primera fue que tres veces se echaron a suertes sobre el título y siempre salió el de Patrocinio de María Santísima...

La segunda fue, que cuando se cortó la primera madera salió un águila de la eminencia de un árbol. Y la tercer fue que no teniendo el maestro material correspondiente para la imagen, salió a pasearse y vio venir un tronco por el río y lo sacó del que hizo una de las más bellas imágenes del país.

La tradición popular sitúa la aparición de la Virgen del Patrocinio en el Roble de más de 500 años de antigüedad que se encuentra en el camino de las Viñas, pero nada sabemos de esto como no sea la cancioncilla que dice:

La Virgen del Patrocinio ni es comprada ni en vendida, que es bajada del Cielo y en el Roble aparecida

.

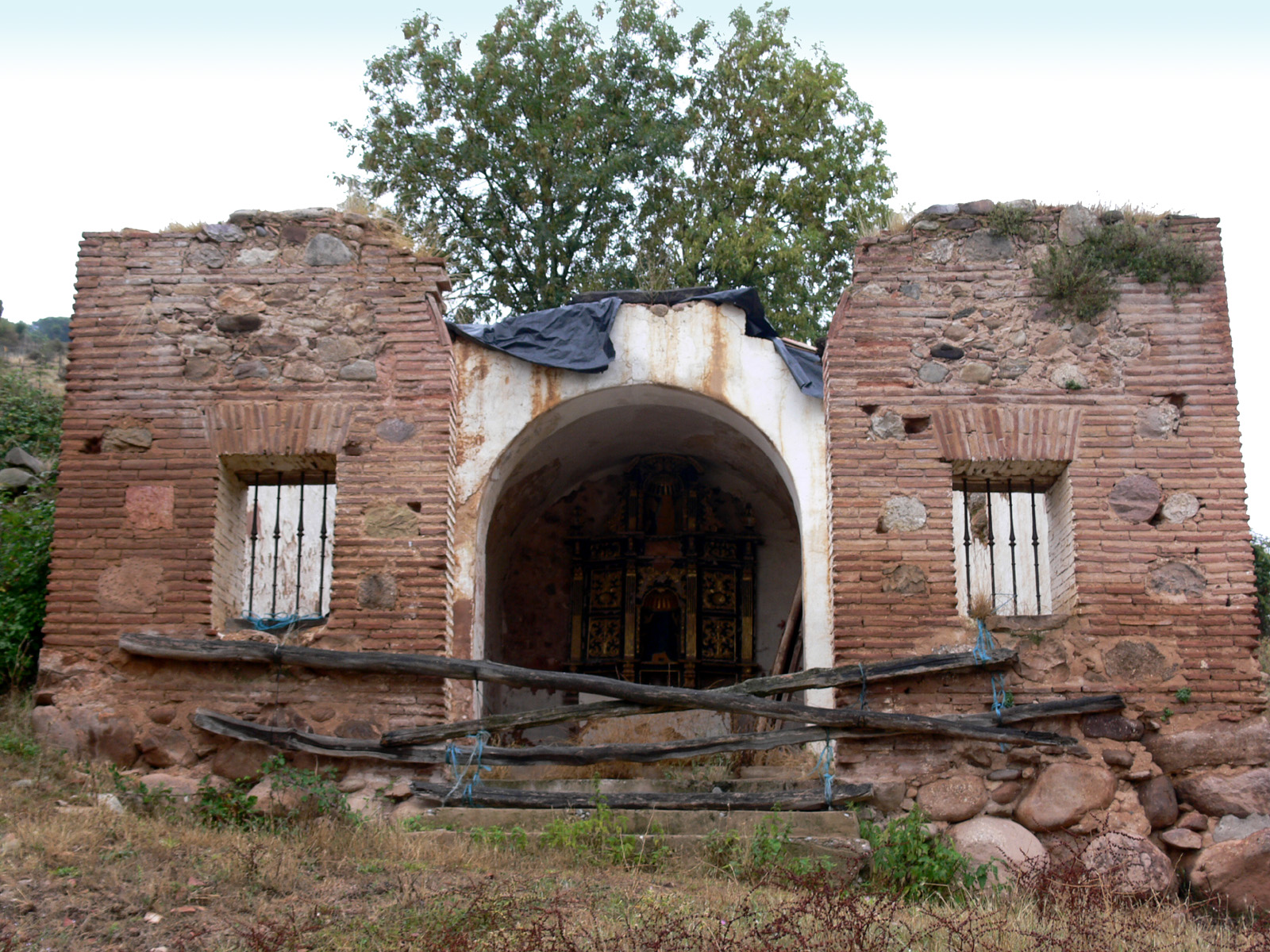
Ermita de Santa Marina
Edificada en el siglo XVI y reconstruida en el XVII en mampostería y sillarejo. Encima del pueblo y en el lugar que llaman "las eras" encontramos esta ermita. Su parte más antigua, el ábside, puede datar de principios del XVI, el resto fue reconstruida hacia mediados del XVII. Su construcción es de mampostería y sillarejo. Tiene planta cuadrangular de una sola nave cubierta con techumbre de madera y cabecera con cañón con arco de medio punto. Fue restaurada entre los años 2010 y 2011 por el Gobierno de La Rioja, tras años de abandono y progresivo deterioro. Las imágenes que había (Santa Marina y Santa Teodosia) han pasado a la parroquial.
Ermitas de Santa Teodosia, San Cristóbal y Santa Ana
Si nos gusta pasear podemos visitar en su maravilloso entorno, en pleno monte, las ruinas de otras dos ermitas: la de Santa Teodosia, y la de San Cristóbal. Según cuenta la tradición la imagen titular de la Ermita de Santa Teodosia, estaba calzada con unas albarcas de oro que fueron robadas. En tiempos, era meta de una romería populosa (por Pascua de Pentecostés) siendo costumbre que jugaran los hombres a las chapas y las mujeres a los bolos. Además podemos visitar lo que queda de la Ermita de San Cristóbal en el término que lleva su nombre. Cerca del pueblo se encontraba la Ermita de Santa Ana de la que ya no queda vestigio alguna y que fue dedicada a cementerio a principios del XIX. Los pedroseños antiguos hablan de la existencia de hasta siete ermitas.
Edificios civiles
La mayor concentración se halla a lo largo de la calle principal (Feliciano Montes), incluidas las dos plazuelas que atraviesa (del Tilo y de Martín Navarro), donde también se halla la parroquial. El número 7 es de tres plantas enlucidas de l a segunda mitad del XVIII, vanos y portada adintelados, con puerta de época incluidos herrajes, balcones de hierro, pinturas en fachada, alero de canes de madera tallada y escudo de militar de tres fajas con bordura de aspas y estrellas e inscripción Armas de Villarreal, rococó . Pegado a ella, arco de triunfo rematado en frontón con cruz de ingreso al camino de la ermita del Patrocinio, de la segunda mitad del XVII. Otra de tres plantas, con vanos y portada de placa y oreja y galería de arcos de medio punto en ático, del XVIII . En la plazuela del Tilo, acera a la calle de las Viñas, una de tres plantas y ático, enfoscada, con escudo de águila explayada, con bordura de estrellas, de la primera mitad del XVIII. Otra de dos plantas y ático, en ladrillo y mampostería , con vanos y portada de placa y oreja, cornisa con canes de madera tallada y escudo sobre cruz de Calatrava de cruz de veros con bordura de aspas e inscripción Armas de los Navarrete, del XVII. Otra de tres plantas en ladrillo, con vanos de placa y oreja, cornisa y canes de madera tallada, del XVIII . Soportales adintelados en los números 8 y 7 de la plaza Navarro, sobre pies derechos de madera y piedra; en la última , inscripción Instrucción Primaria/ año de 1850/ siendo alcalde/ D. Ignacio Fernz. Lozano. Contiguo el Ayuntamiento, con escudo real y fecha 1703, reloj y campana. Casi enfrente (números 14 y 16), otras dos casas con pisos sobre soportales adintelados de columnas toscanas, pilastras y pies de roble, la primera de dos plantas y ático, enfoscada, del XVII; la segunda de tres plantas y ático, con fachada de mampostería encadenada y gran cornisa de alero, del XVIII. Soportales adintelados sobre columnas toscanas en el número 31, de dos plantas originariamente, con gran alero de canes de madera tallada, del XVII, realzada un piso en el centro en el XIX . Caserón de ladrillo de tres plantas, la última en galería de arcos de medio punto, portada adintelada y escudo de militar con cinco cruces flordelisadas con bordura de veros, de fines del XVIII. En otra, rehecha en 1913, escudo del XVIII medio partido de castillo de tres torres y dos róeles y barra y de torre con tres lises. En otra, escudo militar de fines del XVIII, cuartelado en cruz de dos ovejas enfrentadas a árbol, tres estrellas y cabria, león pasante a árbol y tres lises. En otra, escudo del XVIII mantelado de castillo de tres torres enrocado, dos calderas y lobo encadenado pasante a árbol con aves con bordura de estrellas. En calle Bajera, caserón de tres plantas con fachada de mampostería encadenada con vanos dintelados con herrajes en balcones, comisa labrada, alero de canes de madera tallada y escudo del XVIII, medio partido, de castillo de tres torres contorneado por banderola, dos leones rampantes enfrentados a sotuer y cortado de águila bicéfala explayada con leyenda Armas de Abadiano. Otra de fines del XVIII, enfoscada con portada de medio punto, cornisa de madera y escudo cuartelado en cruz de león rampante, barra engolada, banda engolada y león rampante, del XVIII . Otra en ladrillo con galería de arcos de medio punto en ático. Otra de mampostería encadenada con escudo cuartelado en cruz de cinco cruces flordelisadas con bordura de veros, castillo de tres torres con bordura de estrellas, lobo encadenado pasante a árbol y tres fajas de ajedrezado con bordura de veneras, con inscripción en cada cuartel semiperdida, primero y segundo Fernández Sanz, tercero Sanz y cuarto Martín Sanz, del XVIII. En calle San Juan, gran caserón de tres plantas enfoscado, con escudo del XVIII, con caldera colgando de llar entre cuatro panelas y aspa en punta con bordura de aspas y dos cerdos en punta, del XVIII.

## Fiestas
Pedroso, como todos los pueblos riojanos, tienes sus fiestas y tradiciones. Las fiestas patronales se celebran el 15 y 16 de agosto en honor a La Virgen y San Roque. Antiguamente el segundo sábado de noviembre se celebraban las fiestas de "acción de gracias" en honor a la Virgen del Patrocinio, que posteriormente fueron trasladadas al día 8 de septiembre y desde hace unos años se festejan el segundo sábado de ese mes. Otra fiesta específica del pueblo se celebra el segundo sábado de mayo en que se trae en procesión a la Virgen del Patrocinio a la iglesia parroquial y que será llevada nuevamente a la ermita en las fiestas de gracias.
Aprovechando la antigua fiesta de la Virgen del Patrocinio, se viene celebrando la Fiesta de la Nuez, que se realiza el segundo domingo de noviembre, en la cual se dan a conocer los productos típicos de la villa y en especial sus sabrosas nueces. Es día también para saborear sus caparrones, chuletones de ternera, cordero asado, frutos del pastoreo de la zona, los pimientos rellenos, sopas de ajo, torrejas, bollos, sin olvidarnos de sus salazones y embutidos (chorizo, salchichón, jamón, panceta) que a principios de siglo tuvieron gran fama, para terminar degustando sus licores caseros de cocón, pacharán o maguillas.
Pedroso no olvida sus ancestros intentado recuperar sus tradiciones y actividades típicas que se habían perdido. Cabe destacar la recuperación de las viejas danzas que antaño los mozos, vestidos con trajes antiguos, bailaban al son de gaitas. Otra es El Mayo, que consiste en un árbol, lo más grande posible, de unos 20 m., generalmente haya, que se clava en el centro de la villa el día primero de mayo y que una vez finalizado el mes se quitaba para subastarlo; con su importe los mozos preparaban una merienda. Existen otras costumbres y tradiciones como la quema del judas el Domingo de Pascua, las cencerradas, las serenatas...
En la artesanía local destaca la fabricación de escobas de berezo tal y como antiguamente se hacían y la habilidad de sus mujeres a la hora de tejer o hacer ganchillo, dónde la exposición de sus obras causa verdadera admiración.
No podemos terminar este recorrido por Pedroso sin invitar al viajero a dar unos paseos por su término municipal, para que se deleite con sus maravillosos paisajes y vistas panorámicas, recreándose con sus hayedos y encinares, visitando su nevera y paseando por el entramado de sus calles viendo sus casas solariegas de los siglos XVII y XVIII con escudos heráldicos, disfrutando de la buena acogida de sus gentes sencillas.

## Gastronomía
La localidad destaca por su denominación de origen Nuez de Pedroso.
Cada año se realiza una gran feria alimentaria, amenizada con danzas populares.
En cuya feria se pueden visitar unos 20 puestos de todo tipo de alimentos típicos de la zona , también se puede visItar exposiciones en la iglesia gótica o la actuación del grupo de danzas "Virgen del Patrocinio"
El éxito de esta feria no disminuye, ya que cada año son más los que se acercan a este pintoresco municipio para degustar su fruto más característico.
Información general
La Marca Colectiva Nuez de Pedroso, además de proteger e identificar un producto de extraordinarias características, está fomentando en los últimos años el desarrollo de un cultivo en franca expansión. De intenso sabor y tamaño medio, la Nuez de Pedroso se caracteriza por su cáscara fina y lisa, en la que se aprecian diferentes tonalidades pardas en función de la variedad. Esta nuez, cultivada tradicionalmente en la citada localidad de Pedroso, está amparada por una Marca Colectiva, gestionada por la Asociación Profesional de Productores de Nuez El Nogueral. En concreto, el distintivo de calidad distingue las nueces con cáscara de categoría Extra de la especie Juglans Regia L cultivadas en La Rioja y que se comercializan envasadas. Sometidas a los controles marcados por un reglamento, estas nueces están cultivadas de forma manual y familiar, y tanto las plantaciones como los envasadores están inscritos en sendos registros. De esta forma, se garantiza su autenticidad. Para una mejor identificación de la Nuez de Pedroso por parte de los consumidores, el producto se comercializa envasado y mostrando en su etiqueta el logotipo de la marca colectiva: el dibujo del fruto bajo la leyenda Nuez de Pedroso.  
Propiedades saludables Reduce el nivel de colesterol y de triglicéridos en la sangre. Es un producto rico en fósforo, calcio, hierro y potasio, que ofrece un alto aporte calórico y nutritivo ideal para contrarrestar esfuerzos físicos. Favorece la circulación y previene enfermedades cardiovasculares, además de contribuir al buen funcionamiento del cerebro dado su alto contenido en proteínas y oligoelementos.